# Copa Nacional de Clubes
La Copa Nacional de Clubes, anteriormente conocida como Campeonato de Clubes Campeones del Interior o Copa El País (por motivos de patrocinio), es el torneo más importante del fútbol del interior uruguayo (todos los departamentos excepto Montevideo) a nivel de clubes. Su desarrollo depende de la Organización del Fútbol del Interior. Universitario de Salto es el actual campeón de la competición.

## Historia
El campeonato nació ante la necesidad de un torneo que reuniera a todos los clubes del interior uruguayo, tras la creación de la OFI. La idea del torneo fue del periodista del diario El País, Efraín Martínez Fajardo.
En un principio llamada Campeonato de Clubes Campeones del Interior, participaba un equipo de cada departamento uruguayo (excepto Montevideo) y el campeón de la temporada anterior. En algunos casos, por ejemplo en Colonia, podía participar un segundo equipo debido a la cantidad de ligas en su departamento. A partir de 1993 empezaron a participar hasta 3 equipos por departamento, con algunas excepciones, como 1995 y 1996 donde participó un equipo por departamento. A partir de 2001 el número de equipos siguió aumentando.
En 1993, 1994 y 1996 los mejores equipos clasificaron al Torneo Nacional (con equipos del Campeonato Uruguayo de Fútbol), torneo clasificatorio a la Liguilla Pre-Libertadores de América. En 1995 y 1997 los finalistas clasificaron directamente a la Liguilla, destacándose que en 1995 el club Porongos de Trinidad se convirtió en el primer equipo del interior del país en disputar un torneo oficial de la CONMEBOL, la Copa Conmebol 1996.
Entre 1998 y 2000 el torneo quedó relegado por el Torneo Mayor, el cual auspiciaba como una categoría superior a la Copa El País. Cada temporada los dos peores equipos del Torneo Mayor descendían a la Copa El País, mientras que los finalistas de esta última ascendían al Torneo Mayor. Un mismo equipo no podía participar en ambos torneos en un misma temporada. Finalmente el nuevo torneo tuvo poco éxito y apenas se disputaron 3 temporadas.
A partir de 2004 la competición fue renombrada Copa Nacional de Clubes del Interior.

### Creación de la Copa OFI B
En el año 2016 se incorporó una segunda categoría llamada Divisional B o Copa OFI B, con la cual existen descensos y ascensos. Desde 2024, todos los campeones departamentales (18) tienen asegurado un lugar en la Copa A, junto a los 4 ascendidos de la Copa B y los 10 equipos que permanezcan de la Copa del año anterior, lo que hace un total de 32 participantes.

## Campeones del Interior

### Títulos por año
Repaso anual del campeón absoluto del interior, en general ese galardón se ha correspondido con el ganador de la Copa Nacional de Clubes, excepto por los años 1998, 1999 y 2000 que correspondió al Torneo Mayor.
| Temporada                                   | Edición                                                  | Campeón                                                                    | Ciudad                                                                     | Resultado                                                                  | Subcampeón                                                                 | Ciudad                                                                     |
| Campeonato de Clubes Campeones del Interior | Campeonato de Clubes Campeones del Interior              | Campeonato de Clubes Campeones del Interior                                | Campeonato de Clubes Campeones del Interior                                | Campeonato de Clubes Campeones del Interior                                | Campeonato de Clubes Campeones del Interior                                | Campeonato de Clubes Campeones del Interior                                |
| ------------------------------------------- | -------------------------------------------------------- | -------------------------------------------------------------------------- | -------------------------------------------------------------------------- | -------------------------------------------------------------------------- | -------------------------------------------------------------------------- | -------------------------------------------------------------------------- |
| 1965                                        | 1.°                                                      | Atenas                                                                     | San Carlos (Maldonado)                                                     | 2-2, 2-1                                                                   | Paysandú Wanderers                                                         | Paysandú (Paysandú)                                                        |
| 1966                                        | 2.°                                                      | Salto Uruguay                                                              | Salto (Salto)                                                              | 0-2, 3-2, 1-0                                                              | Rausa                                                                      | Gregorio Aznárez (Maldonado)                                               |
| 1967                                        | 3.°                                                      | Universal                                                                  | San José de Mayo (San José)                                                | 5-3, 4-3                                                                   | Salto Uruguay                                                              | Salto (Salto)                                                              |
| 1968                                        | 4.°                                                      | Universal                                                                  | San José de Mayo (San José)                                                | 1-1, 5-1                                                                   | Sarandí                                                                    | Colonia del Sacramento (Colonia)                                           |
| 1969                                        | 5.°                                                      | Independiente                                                              | Trinidad (Flores)                                                          | 4-2, 0-0                                                                   | Universal                                                                  | San José de Mayo (San José)                                                |
| 1970                                        | 6.°                                                      | San Eugenio                                                                | Artigas (Artigas)                                                          | 2-1, 2-1                                                                   | Universal                                                                  | San José de Mayo (San José)                                                |
| 1971                                        | 7.°                                                      | Treinta y Tres                                                             | Treinta y Tres (Treinta y Tres)                                            | 1-1, 3-2                                                                   | Estudiantil                                                                | Paysandú (Paysandú)                                                        |
| 1972                                        | 8.°                                                      | Estudiantil                                                                | Paysandú (Paysandú)                                                        | 3-1, 3-1                                                                   | Olimpia                                                                    | Melo (Cerro Largo)                                                         |
| 1973                                        | 9.°                                                      | Estudiantil                                                                | Paysandú (Paysandú)                                                        | 2-0, 1-1                                                                   | Nacional                                                                   | San José de Mayo (San José)                                                |
| 1974                                        | 10.°                                                     | Estudiantil                                                                | Paysandú (Paysandú)                                                        | 4-1, 0-0                                                                   | Atlético Florida                                                           | Florida (Florida)                                                          |
| 1975                                        | 11.°                                                     | Atenas                                                                     | San Carlos (Maldonado)                                                     | 2-2, 3-1                                                                   | 18 de Julio                                                                | Fray Bentos (Río Negro)                                                    |
| 1976                                        | 12.°                                                     | Atenas                                                                     | San Carlos (Maldonado)                                                     | 2-0, 5-1                                                                   | Sportivo Yí                                                                | Santa Bernardina (Durazno)                                                 |
| 1977                                        | 13.°                                                     | Atlético Bella Vista                                                       | Paysandú (Paysandú)                                                        | 2-2, 1-0                                                                   | Atenas                                                                     | San Carlos (Maldonado)                                                     |
| 1978                                        | 14.°                                                     | Los 4 semifinalistas clasificaron a la Liga Mayor de 1978.                 | Los 4 semifinalistas clasificaron a la Liga Mayor de 1978.                 | Los 4 semifinalistas clasificaron a la Liga Mayor de 1978.                 | Los 4 semifinalistas clasificaron a la Liga Mayor de 1978.                 | Los 4 semifinalistas clasificaron a la Liga Mayor de 1978.                 |
| 1979                                        | 15.°                                                     | 18 de Julio                                                                | Colonia 18 de Julio (Salto)                                                | 1-0, 2-2                                                                   | Lavalleja                                                                  | Minas (Lavalleja)                                                          |
| 1980                                        | 16.°                                                     | River Plate                                                                | Florida (Florida)                                                          | 1-1, 1-1, 2-1                                                              | Conventos                                                                  | Melo (Cerro Largo)                                                         |
| 1981                                        | 17.°                                                     | Defensor                                                                   | Maldonado (Maldonado)                                                      | 2-1, 0-0                                                                   | 18 de Julio                                                                | Fray Bentos (Río Negro)                                                    |
| 1982                                        | 18.°                                                     | 18 de Julio                                                                | Fray Bentos (Río Negro)                                                    | 0-2, 1-0, 3-2                                                              | Carrasco                                                                   | Carrasco del Sauce (Canelones)                                             |
| 1983                                        | 19.°                                                     | 18 de Julio                                                                | Fray Bentos (Río Negro)                                                    | 4-3, 0-3, 1-0                                                              | San Carlos                                                                 | San Carlos (Maldonado)                                                     |
| 1984                                        | 20.°                                                     | Independencia                                                              | Paysandú (Paysandú)                                                        | 1-0, 0-6, 2-1                                                              | San Carlos                                                                 | San Carlos (Maldonado)                                                     |
| 1985                                        | 21.°                                                     | Quilmes                                                                    | Florida (Florida)                                                          | 0-0, 0-0, 2-1                                                              | San Eugenio                                                                | Artigas (Artigas)                                                          |
| 1986                                        | 22.°                                                     | Estudiantil                                                                | Paysandú (Paysandú)                                                        | 1-0, 1-0                                                                   | Central                                                                    | San José de Mayo (San José)                                                |
| 1987                                        | 23.°                                                     | Palermo                                                                    | Rocha (Rocha)                                                              | 2-1, 1-2, 1-1 (5:3 p.)                                                     | San Eugenio                                                                | Artigas (Artigas)                                                          |
| 1988                                        | 24.°                                                     | Porongos                                                                   | Trinidad (Flores)                                                          | 5-3, 2-0                                                                   | Fritsa                                                                     | Tacuarembó (Tacuarembó)                                                    |
| 1989                                        | 25.°                                                     | Palermo                                                                    | Rocha (Rocha)                                                              | 0-2, 2-0, 1-1 (6:5 p.)                                                     | Wanderers                                                                  | Artigas (Artigas)                                                          |
| 1990                                        | 26.°                                                     | Río Negro                                                                  | San José de Mayo (San José)                                                | 1-0, 1-0                                                                   | Wanderers                                                                  | Artigas (Artigas)                                                          |
| 1991                                        | 27.°                                                     | Fritsa                                                                     | Tacuarembó (Tacuarembó)                                                    | 0-1, 3-1, 2-1                                                              | Central Palestino                                                          | Chuy (Rocha)                                                               |
| 1992                                        | 28.°                                                     | Punta del Este                                                             | Punta del Este (Maldonado)                                                 | 1-0, 1-0                                                                   | Deportivo Artigas                                                          | Salto (Salto)                                                              |
| 1993                                        | 29.°                                                     | Artigas                                                                    | Melo (Cerro Largo)                                                         | 2-0, 3-1                                                                   | Quilmes                                                                    | Florida (Florida)                                                          |
| 1994                                        | 30.°                                                     | Porongos                                                                   | Trinidad (Flores)                                                          | 1-0, 2-0                                                                   | Central Palestino                                                          | Chuy (Rocha)                                                               |
| 1995                                        | 31.°                                                     | Porongos                                                                   | Trinidad (Flores)                                                          | 2-2, 2-1                                                                   | Frontera Rivera Chico                                                      | Rivera (Rivera)                                                            |
| 1996                                        | 32.°                                                     | Los 9 vencedores de Primera Ronda clasificaron al Torneo Nacional de 1996. | Los 9 vencedores de Primera Ronda clasificaron al Torneo Nacional de 1996. | Los 9 vencedores de Primera Ronda clasificaron al Torneo Nacional de 1996. | Los 9 vencedores de Primera Ronda clasificaron al Torneo Nacional de 1996. | Los 9 vencedores de Primera Ronda clasificaron al Torneo Nacional de 1996. |
| 1997                                        | 33.°                                                     | Punta del Este                                                             | Punta del Este (Maldonado)                                                 | 1-1, 0-0, 3-2                                                              | Río Negro                                                                  | San José de Mayo (San José)                                                |
| Torneo Mayor                                |                                                          |                                                                            |                                                                            |                                                                            |                                                                            |                                                                            |
| 1998                                        | 1.°                                                      | Atlético Bella Vista                                                       | Paysandú (Paysandú)                                                        | 1-0, 2-1                                                                   | Punta del Este                                                             | Punta del Este (Maldonado)                                                 |
| 1999                                        | 2.°                                                      | Libertad                                                                   | San Carlos (Maldonado)                                                     | 0-0, 1-1, 2-2 (2:1 p.)                                                     | Atenas                                                                     | San Carlos (Maldonado)                                                     |
| 2000                                        | 3.°                                                      | Libertad                                                                   | San Carlos (Maldonado)                                                     | 1-1, 2-0                                                                   | Atenas                                                                     | San Carlos (Maldonado)                                                     |
| Campeonato de Clubes Campeones del Interior |                                                          |                                                                            |                                                                            |                                                                            |                                                                            |                                                                            |
| 2001                                        | 37.°                                                     | Atenas                                                                     | San Carlos (Maldonado)                                                     | 2-0, 1-1                                                                   | Juventud                                                                   | Colonia del Sacramento (Colonia)                                           |
| 2002                                        | 38.°                                                     | Atlético Florida                                                           | Florida (Florida)                                                          | 0-0, 3-1                                                                   | Unión Juvenil                                                              | Durazno (Durazno)                                                          |
| 2003                                        | 39.°                                                     | Wanderers                                                                  | Artigas (Artigas)                                                          | 2-0, 4-0                                                                   | Río Negro                                                                  | San José de Mayo (San José)                                                |
| Copa Nacional de Clubes del Interior        |                                                          |                                                                            |                                                                            |                                                                            |                                                                            |                                                                            |
| 2004                                        | 1.°                                                      | Wanderers                                                                  | Artigas (Artigas)                                                          | 3-0, 0-2, 2-1                                                              | Tito Borjas                                                                | San José de Mayo (San José)                                                |
| 2005                                        | 2.°                                                      | Wanderers                                                                  | Artigas (Artigas)                                                          | 1-1, 3-1                                                                   | Atlético Florida                                                           | Florida (Florida)                                                          |
| 2006                                        | 3.°                                                      | Libertad                                                                   | San Carlos (Maldonado)                                                     | 0-0, 2-1                                                                   | Wanderers                                                                  | Artigas (Artigas)                                                          |
| 2007                                        | 4.°                                                      | San Jacinto                                                                | San Jacinto (Canelones)                                                    | 1-0, 1-1                                                                   | Porongos                                                                   | Trinidad (Flores)                                                          |
| 2008                                        | 5.°                                                      | Atlético Fernandino                                                        | Maldonado (Maldonado)                                                      | 2-1, 3-1                                                                   | Wanderers                                                                  | Artigas (Artigas)                                                          |
| 2009                                        | 6.°                                                      | Ferro Carril                                                               | Salto (Salto)                                                              | 2-0, 1-1                                                                   | Atlético Fernandino                                                        | Maldonado (Maldonado)                                                      |
| 2010                                        | 7.°                                                      | Nacional                                                                   | Nueva Helvecia (Colonia)                                                   | 1-2, 4-1, 1-0 (pró.)                                                       | Melo Wanderers                                                             | Melo (Cerro Largo)                                                         |
| 2011                                        | 8.°                                                      | Ferro Carril                                                               | Salto (Salto)                                                              | 0-1, 2-1, 0-0 (5:4 p.)                                                     | Lavalleja                                                                  | Rocha (Rocha)                                                              |
| 2012                                        | 9.°                                                      | Central                                                                    | San José de Mayo (San José)                                                | 2-2, 1-1 (v.)                                                              | Ferro Carril                                                               | Salto (Salto)                                                              |
| 2013                                        | 10.°                                                     | San Carlos                                                                 | San Carlos (Maldonado)                                                     | 1-1, 3-0                                                                   | Porongos                                                                   | Trinidad (Flores)                                                          |
| 2014                                        | 11.°                                                     | Central                                                                    | San José de Mayo (San José)                                                | 2-1, 0-1 (3:2 p.)                                                          | Ituzaingó                                                                  | Punta del Este (Maldonado)                                                 |
| 2015                                        | 12.°                                                     | Wanderers                                                                  | Artigas (Artigas)                                                          | 1-1, 3-1 (pró.)                                                            | San Carlos                                                                 | San Carlos (Maldonado)                                                     |
| 2016                                        | 13.°                                                     | 18 de Julio                                                                | Porvenir (Paysandú)                                                        | 0-0, 0-0 (4:3 p.)                                                          | Nacional                                                                   | Florida (Florida)                                                          |
| 2017                                        | 14.°                                                     | Central                                                                    | San José de Mayo (San José)                                                | 2-1, 1-1                                                                   | Melo Wanderers                                                             | Melo (Cerro Largo)                                                         |
| 2018                                        | 15.°                                                     | Atlético Bella Vista                                                       | Paysandú (Paysandú)                                                        | 1-0, 2-0                                                                   | Central                                                                    | San José de Mayo (San José)                                                |
| 2019                                        | 16.°                                                     | Lavalleja                                                                  | Minas (Lavalleja)                                                          | 1-1, 2-0                                                                   | Universitario                                                              | Salto (Salto)                                                              |
| 2020                                        | No disputada debido a la Pandemia de COVID-19 en Uruguay | No disputada debido a la Pandemia de COVID-19 en Uruguay                   | No disputada debido a la Pandemia de COVID-19 en Uruguay                   | No disputada debido a la Pandemia de COVID-19 en Uruguay                   | No disputada debido a la Pandemia de COVID-19 en Uruguay                   | No disputada debido a la Pandemia de COVID-19 en Uruguay                   |
| 2021                                        | 17.°                                                     | Central                                                                    | San José de Mayo (San José)                                                | 0-5, 2-0, (4-2 pen.)                                                       | Juventud                                                                   | Colonia del Sacramento (Colonia)                                           |
| 2022                                        | 18.°                                                     | Central                                                                    | San José de Mayo (San José)                                                | 1-1, 0-0, (4-3 pen.)                                                       | Universitario                                                              | Salto (Salto)                                                              |
| 2023                                        | 19.°                                                     | Universitario                                                              | Salto (Salto)                                                              | 1-2, 4-0                                                                   | Laureles                                                                   | Fray Bentos (Río Negro)                                                    |
| 2024                                        | 20.°                                                     | Porongos                                                                   | Trinidad (Flores)                                                          | 0-0, 2-0                                                                   | Melo Wanderers                                                             | Melo (Cerro Largo)                                                         |
| 2025                                        | 21.°                                                     | Universitario                                                              | Salto (Salto)                                                              | 2-2, 2-1                                                                   | Río Negro                                                                  | San José de Mayo (San José)                                                |

Notas:
1. ↑  En 1978 los cuatro semi finalistas clasificaron a la Liga Mayor con equipos de Primera y Segunda división de la AUF. Estos equipos fueron: 18 de Julio (Fray Bentos), Santa Bernardina (Durazno), Huracán (Treinta y Tres) y Peñarol (Paso de los Toros).
2. ↑  En 1996 los nueve ganadores de la primera fase clasificaron a el Torneo Nacional, un torneo con equipos de la Primera división, previo a la Liguilla Pre-Libertadores de América. Estos equipos fueron Atlántida Juniors (Atlántida), San Eugenio (Artigas), Atenas (San Carlos), Ceibal (Salto), Porongos (Trinidad), Bella Vista (Paysandú), Central (Durazno), Plaza (Colonia) y River Plate (Rocha).
3. ↑  En el periodo entre los años 1998 y 2000, la Copa de Campeones del Interior quedó relegada a torneo clasificatorio para el Torneo Mayor, que fue la competición principal.
4. ↑  Los equipos que participaron de la edición de 2001 fueron los 6 equipos que permanecían en el Torneo Mayor, mas los 2 equipos finalistas de la edición anterior de la Copa El País (Ituzaingó y Salto Uruguay).

### Títulos por equipo
Treinta y tres clubes se han coronado al menos una vez como campeones del fútbol del interior. En negrita los títulos correspondientes al Torneo Mayor.
| Copa Nacional de Clubes | Copa Nacional de Clubes          | Copa Nacional de Clubes | Copa Nacional de Clubes | Copa Nacional de Clubes      | Copa Nacional de Clubes    | Copa Nacional de Clubes |
| Equipo                  | Ciudad                           | Títulos                 | Subtítulos              | Años de los campeonatos      | Años de los subcampeonatos |                         |
| ----------------------- | -------------------------------- | ----------------------- | ----------------------- | ---------------------------- | -------------------------- | ----------------------- |
| Central                 | San José de Mayo (San José)      | 5                       | 2                       | 2012, 2014, 2017, 2021, 2022 | 1986, 2018                 |                         |
| Wanderers               | Artigas (Artigas)                | 4                       | 4                       | 2003, 2004, 2005, 2015       | 1989, 1990, 2006, 2008     |                         |
| Atenas                  | San Carlos (Maldonado)           | 4                       | 3                       | 1965, 1975, 1976, 2001       | 1977, 1999, 2000           |                         |
| Porongos                | Trinidad (Flores)                | 4                       | 2                       | 1988, 1994, 1995, 2024       | 2007, 2013                 |                         |
| Estudiantil Sanducero   | Paysandú (Paysandú)              | 4                       | 1                       | 1972, 1973, 1974, 1986       | 1971                       |                         |
| Libertad                | San Carlos (Maldonado)           | 4                       | 0                       | 1998, 1999, 2000, 2006       |                            |                         |
| Atlético Bella Vista    | Paysandú (Paysandú)              | 3                       | 0                       | 1977, 1998, 2018             |                            |                         |
| San Carlos              | San Carlos (Maldonado)           | 2                       | 3                       | 1999, 2013                   | 1983, 1984, 2015           |                         |
| 18 de Julio             | Fray Bentos (Río Negro)          | 2                       | 2                       | 1982, 1983                   | 1975, 1981                 |                         |
| Universal               | San José de Mayo (San José)      | 2                       | 2                       | 1967, 1968                   | 1969, 1970                 |                         |
| Universitario           | Salto (Salto)                    | 2                       | 2                       | 2023, 2025                   | 2019, 2022                 |                         |
| Ferro Carril            | Salto (Salto)                    | 2                       | 1                       | 2009, 2011                   | 2012                       |                         |
| Punta del Este          | Punta del Este (Maldonado)       | 2                       | 1                       | 1992, 1997                   | 1998                       |                         |
| Palermo                 | Rocha (Rocha)                    | 2                       | 0                       | 1987, 1989                   |                            |                         |
| Rio Negro               | San José de Mayo (San Jose)      | 1                       | 3                       | 1990                         | 1997, 2003, 2025           |                         |
| Atletico Florida        | Florida (Florida)                | 1                       | 2                       | 2002                         | 1974, 2005                 |                         |
| San Eugenio             | Artigas (Artigas)                | 1                       | 2                       | 1970                         | 1985, 1987                 |                         |
| Atlético Fernandino     | Maldonado (Maldonado)            | 1                       | 1                       | 2008                         | 2009                       |                         |
| Salto Uruguay           | Salto (Salto)                    | 1                       | 1                       | 1966                         | 1967                       |                         |
| Fritsa                  | Tacuarembó (Tacuarembó)          | 1                       | 1                       | 1991                         | 1988                       |                         |
| Lavalleja               | Minas (Lavalleja)                | 1                       | 1                       | 2019                         | 1979                       |                         |
| Quilmes                 | Florida (Florida)                | 1                       | 1                       | 1985                         | 1993                       |                         |
| Ituzaingó               | Punta del Este (Maldonado)       | 1                       | 1                       | 2000                         | 2014                       |                         |
| 18 de Julio             | Colonia 18 de Julio (Salto)      | 1                       | 0                       | 1979                         |                            |                         |
| 18 de Julio             | Porvenir (Paysandú)              | 1                       | 0                       | 2016                         |                            |                         |
| Artigas                 | Melo (Cerro Largo)               | 1                       | 0                       | 1993                         |                            |                         |
| Defensor                | Maldonado (Maldonado)            | 1                       | 0                       | 1981                         |                            |                         |
| Sportivo Independencia  | Paysandú (Paysandú)              | 1                       | 0                       | 1984                         |                            |                         |
| Independiente           | Trinidad (Flores)                | 1                       | 0                       | 1969                         |                            |                         |
| Nacional                | Nueva Helvecia (Colonia)         | 1                       | 0                       | 2010                         |                            |                         |
| River Plate             | Florida (Florida)                | 1                       | 0                       | 1980                         |                            |                         |
| San Jacinto             | San Jacinto (Canelones)          | 1                       | 0                       | 2007                         |                            |                         |
| Treinta y Tres          | Treinta y Tres (Treinta y Tres)  | 1                       | 0                       | 1971                         |                            |                         |
| Melo Wanderers          | Melo (Cerro Largo)               | 0                       | 3                       |                              | 2010, 2017, 2024           |                         |
| Central Palestino       | Chuy (Rocha)                     | 0                       | 2                       |                              | 1991, 1994                 |                         |
| Juventud                | Colonia del Sacramento (Colonia) | 0                       | 2                       |                              | 2001, 2021                 |                         |
| Laureles                | Fray Bentos (Río Negro)          | 0                       | 1                       |                              | 2023                       |                         |
| Carrasco                | Carrasco del Sauce (Canelones)   | 0                       | 1                       |                              | 1982                       |                         |
| Conventos               | Melo (Cerro Largo)               | 0                       | 1                       |                              | 1980                       |                         |
| Deportivo Artigas       | Salto (Salto)                    | 0                       | 1                       |                              | 1992                       |                         |
| Defensor                | Paso de los Toros (Tacuarembó)   | 0                       | 1                       |                              | 1998                       |                         |
| Frontera Rivera Chico   | Rivera (Rivera)                  | 0                       | 1                       |                              | 1995                       |                         |
| Lavalleja               | Rocha (Rocha)                    | 0                       | 1                       |                              | 2011                       |                         |
| Nacional                | Florida (Florida)                | 0                       | 1                       |                              | 2016                       |                         |
| Nacional                | San José de Mayo (San José)      | 0                       | 1                       |                              | 1973                       |                         |
| Olimpia                 | Melo (Cerro Largo)               | 0                       | 1                       |                              | 1972                       |                         |
| Paysandú Wanderers      | Paysandú (Paysandú)              | 0                       | 1                       |                              | 1965                       |                         |
| Rausa                   | Gregorio Aznárez (Maldonado)     | 0                       | 1                       |                              | 1966                       |                         |
| Sarandí                 | Colonia del Sacramento (Colonia) | 0                       | 1                       |                              | 1968                       |                         |
| Sportivo Yí             | Santa Bernardina (Durazno)       | 0                       | 1                       |                              | 1976                       |                         |
| Tito Borjas             | San José de Mayo (San José)      | 0                       | 1                       |                              | 2004                       |                         |
| Unión Juvenil           | Durazno (Durazno)                | 0                       | 1                       |                              | 2002                       |                         |

Notas:
1. ↑  Atenas en un club integrante de la AUF desde el año 2002 y no participa en campeonatos de la OFI desde entonces.
2. ↑  Entre los años 1999 y 2003, Atlético Bella Vista (en ese momento llamado Paysandú Bella Vista) fue un equipo integrante de la AUF, y no participó de los torneos de OFI.
3. ↑  A partir del año 1997 y hasta 2001, Frontera se integró a la AUF y no participó de los torneos de OFI.

### Títulos por departamento
| Departamento   | Títulos | Subtítulos |
| -------------- | ------- | ---------- |
| Maldonado      | 13      | 10         |
| San José       | 8       | 8          |
| Paysandú       | 8       | 2          |
| Artigas        | 5       | 7          |
| Salto          | 5       | 5          |
| Flores         | 5       | 2          |
| Florida        | 3       | 4          |
| Rocha          | 2       | 3          |
| Río Negro      | 2       | 2          |
| Cerro Largo    | 1       | 5          |
| Colonia        | 1       | 3          |
| Tacuarembó     | 1       | 1          |
| Canelones      | 1       | 1          |
| Lavalleja      | 1       | 1          |
| Treinta y Tres | 1       | 0          |
| Durazno        | 0       | 2          |
| Rivera         | 0       | 1          |
| Soriano        | 0       | 0          |

## Divisional B
También llamada Copa OFI B, la Divisional B se instauró a partir del año 2016, como torneo clasificatorio inferior a la Copa Nacional de Clubes A.

### Copa El País (1998-2000)
Previamente, durante el periodo de 1998 a 2000, se creó el Torneo Mayor que reunía a los 8 mejores equipos y la Copa El País quedó relegada a un segundo escalón, clasificatorio para el Torneo Mayor. Los 2 finalistas de cada edición de la Copa clasificaban para disputar el Torneo Mayor del año siguiente, mientras los 2 últimos equipos del Torneo Mayor debían jugar la Copa del año siguiente. Los dos finalistas del año 2000 clasificaron para disputar la Copa El País de 2001 junto a los otros 6 equipos que permanecían en el Torneo Mayor.
| Temporada                                                                          | Edición                                                                            | Campeón                                                                            | Ciudad                                                                             | Resultado                                                                          | Subcampeón                                                                         | Ciudad                                                                             |
| Campeonato de Clubes Campeones del Interior (2° categoría debajo del Torneo Mayor) | Campeonato de Clubes Campeones del Interior (2° categoría debajo del Torneo Mayor) | Campeonato de Clubes Campeones del Interior (2° categoría debajo del Torneo Mayor) | Campeonato de Clubes Campeones del Interior (2° categoría debajo del Torneo Mayor) | Campeonato de Clubes Campeones del Interior (2° categoría debajo del Torneo Mayor) | Campeonato de Clubes Campeones del Interior (2° categoría debajo del Torneo Mayor) | Campeonato de Clubes Campeones del Interior (2° categoría debajo del Torneo Mayor) |
| ---------------------------------------------------------------------------------- | ---------------------------------------------------------------------------------- | ---------------------------------------------------------------------------------- | ---------------------------------------------------------------------------------- | ---------------------------------------------------------------------------------- | ---------------------------------------------------------------------------------- | ---------------------------------------------------------------------------------- |
| 1998                                                                               | 34.°                                                                               | Libertad                                                                           | San Carlos (Maldonado)                                                             | 1-0, 4-1                                                                           | Defensor                                                                           | Paso de los Toros (Tacuarembó)                                                     |
| 1999                                                                               | 35.°                                                                               | San Carlos                                                                         | San Carlos (Maldonado)                                                             | 2-1, 0-0                                                                           | Wanderers                                                                          | Artigas (Artigas)                                                                  |
| 2000                                                                               | 36.°                                                                               | Ituzaingó                                                                          | Punta del Este (Maldonado)                                                         | 1-1, 3-2                                                                           | Salto Uruguay                                                                      | Salto (Salto)                                                                      |

### Copa Nacional de Clubes - Div. B (2016-presente)
A partir de 2016 se instauró la Divisional B, también llamada Copa OFI B. En esta Copa participan los equipos clasificados desde las ligas regionales (que no participan de la Copa Nacional), mientras que en la Copa A los equipos permanecen sin importar su rendimiento en su liga local. En las primeras ediciones los primeros 4 equipos ascendían a la Copa Nacional de Clubes de la temporada siguiente, para posteriormente aumentar a 6 los equipos ascendidos. Actualmente los cuatro semifinalistas clasifican a la Copa A del año siguiente.

### Títulos por año
| Temporada                                           | Edición                                                  | Campeón                                                  | Ciudad                                                   | Resultado                                                | Subcampeón                                               | Ciudad                                                   |
| Copa Nacional de Clubes del Interior - Divisional B | Copa Nacional de Clubes del Interior - Divisional B      | Copa Nacional de Clubes del Interior - Divisional B      | Copa Nacional de Clubes del Interior - Divisional B      | Copa Nacional de Clubes del Interior - Divisional B      | Copa Nacional de Clubes del Interior - Divisional B      | Copa Nacional de Clubes del Interior - Divisional B      |
| --------------------------------------------------- | -------------------------------------------------------- | -------------------------------------------------------- | -------------------------------------------------------- | -------------------------------------------------------- | -------------------------------------------------------- | -------------------------------------------------------- |
| 2016                                                | 13.°                                                     | Porongos                                                 | Trinidad (Flores)                                        | 2-0, 1-1                                                 | Wanderers                                                | Santa Lucía (Canelones)                                  |
| 2017                                                | 14.°                                                     | Universal                                                | San José de Mayo (San José)                              | 1-0, 4-1                                                 | Juventud                                                 | Colonia del Sacramento (Colonia)                         |
| 2018                                                | 15.°                                                     | Huracán                                                  | Paysandú (Paysandú)                                      | 1-1, 4-2                                                 | Quilmes                                                  | Florida (Florida)                                        |
| 2019                                                | 16.°                                                     | Ferro Carril                                             | Salto (Salto)                                            | 2-0, 2-1                                                 | Barrio Olímpico                                          | Minas (Lavalleja)                                        |
| 2020                                                | No disputada debido a la Pandemia de COVID-19 en Uruguay | No disputada debido a la Pandemia de COVID-19 en Uruguay | No disputada debido a la Pandemia de COVID-19 en Uruguay | No disputada debido a la Pandemia de COVID-19 en Uruguay | No disputada debido a la Pandemia de COVID-19 en Uruguay | No disputada debido a la Pandemia de COVID-19 en Uruguay |
| 2021                                                | 17.°                                                     | Boquita                                                  | Sarandí Grande (Florida)                                 | 2-0, 1-1                                                 | Wanderers                                                | Santa Lucía (Canelones)                                  |
| 2022                                                | 18.°                                                     | Ferro Carril                                             | Salto (Salto)                                            | 3-0, 2-2                                                 | Campana                                                  | Libertad (San José)                                      |
| 2023                                                | 19.°                                                     | 18 de Julio                                              | Fray Bentos (Río Negro)                                  | 3-1, 1-1                                                 | Melo Wanderers                                           | Melo (Cerro Largo)                                       |
| 2024                                                | 20.°                                                     | Nacional                                                 | Salto (Salto)                                            | 1-0, 2-2                                                 | Punta del Este                                           | Punta del Este (Maldonado)                               |
| 2025                                                | 21.°                                                     | Polancos                                                 | Nueva Palmira (Colonia)                                  | 1-0, 3-3                                                 | C. A. San Carlos                                         | Colonia del Sacramento (Colonia)                         |

### Títulos por equipo
| Copa Nacional de Clubes - Div. B | Copa Nacional de Clubes - Div. B | Copa Nacional de Clubes - Div. B | Copa Nacional de Clubes - Div. B | Copa Nacional de Clubes - Div. B | Copa Nacional de Clubes - Div. B | Copa Nacional de Clubes - Div. B |
| Equipo                           | Ciudad                           | Títulos                          | Subtítulos                       | Años de los campeonatos          | Años de los subcampeonatos       |                                  |
| -------------------------------- | -------------------------------- | -------------------------------- | -------------------------------- | -------------------------------- | -------------------------------- | -------------------------------- |
| Ferro Carril                     | Salto (Salto)                    | 2                                | 0                                | 2019, 2022                       |                                  |                                  |
| Porongos                         | Trinidad (Flores)                | 1                                | 0                                | 2016                             |                                  |                                  |
| Universal                        | San José de Mayo (San José)      | 1                                | 0                                | 2017                             |                                  |                                  |
| Huracán                          | Paysandú (Paysandú)              | 1                                | 0                                | 2018                             |                                  |                                  |
| Boquita                          | Sarandí Grande (Florida)         | 1                                | 0                                | 2021                             |                                  |                                  |
| 18 de Julio                      | Fray Bentos (Río Negro)          | 1                                | 0                                | 2023                             |                                  |                                  |
| Nacional                         | Salto (Salto)                    | 1                                | 0                                | 2024                             |                                  |                                  |
| Polancos                         | Nueva Palmira (Colonia)          | 1                                | 0                                | 2025                             |                                  |                                  |
| Wanderers                        | Santa Lucía (Canelones)          | 0                                | 2                                |                                  | 2016, 2021                       |                                  |
| Juventud                         | Colonia del Sacramento (Colonia) | 0                                | 1                                |                                  | 2017                             |                                  |
| Quilmes                          | Florida (Florida)                | 0                                | 1                                |                                  | 2018                             |                                  |
| Barrio Olímpico                  | Minas (Lavalleja)                | 0                                | 1                                |                                  | 2019                             |                                  |
| Campana                          | Libertad (San José)              | 0                                | 1                                |                                  | 2022                             |                                  |
| Melo Wanderers                   | Melo (Cerro Largo)               | 0                                | 1                                |                                  | 2023                             |                                  |
| Punta del Este                   | Punta del Este (Maldonado)       | 0                                | 1                                |                                  | 2024                             |                                  |